# Seleção Liechtensteiniense de Futebol
A Seleção Liechtensteiniense de Futebol representa Liechtenstein nas competições de futebol da FIFA. Desde a sua criação e associação à FIFA e à UEFA, esta seleção é caracterizada por fracos resultados e por lugares baixos nos rankings mundiais ou europeus. A melhor participação numa fase de grupos deu-se em 2005 onde não só arrancou um empate com Portugal, como em seguida goleou Luxemburgo, que acabaria em último no grupo de qualificação para o Mundial de 2006. Esta vitória é até hoje, a maior já conquistada por Liechtenstein em sua história.

## Trajetória
A primeira partida disputada por Liechtenstein ocorreu em 1982, contra uma seleção B da Suíça, que venceu por 1–0. Em 1985, após não entrar em acordo com a FIFA sobre a participação de jovens atletas na Seleção, Liechtenstein foi impedido de disputar as principais competições europeias, como as Eliminatórias para Eurocopa e Copa do Mundo, retornando às atividades somente na disputa das Eliminatórias para o Euro de 1996.
O grande momento dos liechtensteinienses nas Eliminatórias vieram em 2004, quando venceram Luxemburgo por 4–0 (maior triunfo da história da equipa), e em 2005, quando seguraram um empate por 2–2 contra Portugal, em Vaduz. Esse resultado ganhou manchete no diário esportivo 'A Bola, que noticiou: "A piada da Europa". Mais tarde, o site da FIFA publicou: "O rato que rugiu", comparando o nível das Seleções de Portugal e Liechtenstein. Em 1996, sofreu sua maior derrota: um 11–1 a favor à Macedônia, também em Vaduz, sem contar os 8–0 sofridos pela Seleção frente ao Kaiserslautern, na inauguração do Rheinpark Stadion, local onde Liechtenstein manda suas partidas. A seleção entrou para história quando perdeu para a seleção de San Marino em 31 de julho de 2004.